# Gebroken dienst
Gebroken dienst is een hoorspel van Willem Capteyn. Het werd bekroond met de ANV-Visser Neerlandiaprijs 1975. De VARA zond het uit op woensdag 12 april 1978. De regisseur was Ad Löbler. De uitzending duurde 39 minuten.

## Rolbezetting
- Hans Karsenbarg (Cor Schuuring)
- Gerrie Mantel (Nellie)
- Joke Reitsma-Hagelen (Rita)
- Trudy Libosan (Mariska)
- Jan Borkus (de psychiater)
- Jan Wegter (de agent)
- Fé Sciarone, Willy Brill, Elisabeth Versluys, Maria Lindes, Olaf Wijnants, Cees van Ooyen, Huib Orizand, Frans Somers & Paul van der Lek (verdere medewerkenden)

## Inhoud
Het is een wat triest verhaal over een buschauffeur die, vooral na de scheiding van zijn vrouw, zijn problemen maar nauwelijks aankan en al weken bij de psychiater loopt. Die laat hem praten over van alles, over het drukke verkeer, over zijn collega’s, maar niet over zijn ex-vrouw en hun dochter die hij niet meer mag zien, omdat ze bang voor hem is…